# The Funeral of Hearts

Кадр из клипа

«The Funeral of Hearts» — песня финской рок-группы HIM, а также первый сингл c их четвёртого студийного альбома Love Metal. Композиция вошла на альбом под вторым номером и стала одной из самых популярных песен группы.
Текст песни представляет собой гимн последним моментам жизни. Вокалист группы Вилле Вало:

На написание песни меня вдохновило присутствие на похоронах моей бабушки. Я просто вспомнил вкус блинчиков, которые она для меня пекла, почувствовал запах её сигарет; в моих ушах всё ещё звучало шарканье её шлёпанцев по дому: Я постарался вспомнить всё самое хорошее об умершем человеке, именно в этом заключается смысл песни. Даже самые прекрасные вещи подходят к концу, и к этому нужно относиться философски. Конец чьей-либо жизни это скорее повод для торжества, чем период тоски, когда следует красить губы в чёрный цвет и ходить мрачным. 
На композицию был снят видеоклип, режиссёром которого стал Стефан Линдфорс.

## Списки композиций

### Международная версия
| №  | Название                                   | Длительность |
| -- | ------------------------------------------ | ------------ |
| 1. | «The Funeral of Hearts» (Radio Edit)       | 3:39         |
| 2. | «The Funeral of Hearts» (Album Version)    | 4:31         |
| 3. | «The Funeral of Hearts» (Acoustic Version) | 4:03         |

### Издание для Германии, Финляндии и России
| №  | Название                                         | Длительность |
| -- | ------------------------------------------------ | ------------ |
| 1. | «The Funeral of Hearts» (Radio Edit)             | 3:39         |
| 2. | «The Funeral of Hearts» (Album Version)          | 4:31         |
| 3. | «The Funeral of Hearts» (Acoustic Version)       | 4:03         |
| 4. | «Soul on Fire» (Erich Zann’s Supernatural remix) | 3:54         |
| 5. | «The Funeral of Hearts» (Dr. Dragon’s Dub)       | 4:48         |
| 6. | «The Funeral of Hearts» (Video)                  |              |

## Чарты
| Чарт                   | Позиция |
| ---------------------- | ------- |
| Austrian Singles Chart | 26      |
| Finnish Singles Chart  | 1       |
| Swiss Singles Chart    | 24      |